# Kopriva, Razkrižje
Kopriva je naselje v Občini Razkrižje.